# Société des Avions Marcel Bloch
Société des Avions Marcel Bloch — ныне не существующая французская авиастроительная компания.
Основана в 1929 году в пригороде Парижа Булонь-Бийанкур инженером и предпринимателем Марселем Блохом.
В ходе проводившейся в 1936 году левым правительством национализации авиапромышленности, предприятия компании вошли в состав гособъединения SNCASO. Годом позже туда же было включено и её конструкторское бюро, что не только лишило Блоха возможности создавать новые конструкции, но и побудило создать новую фирму, Société anonyme des avions Marcel Bloch (SAAMB).
Вскоре после Второй мировой войны вслед за Блохом, сменившим фамилию на Дассо, эта фирма также была переименована в Dassault Aviation и реорганизована.

## История

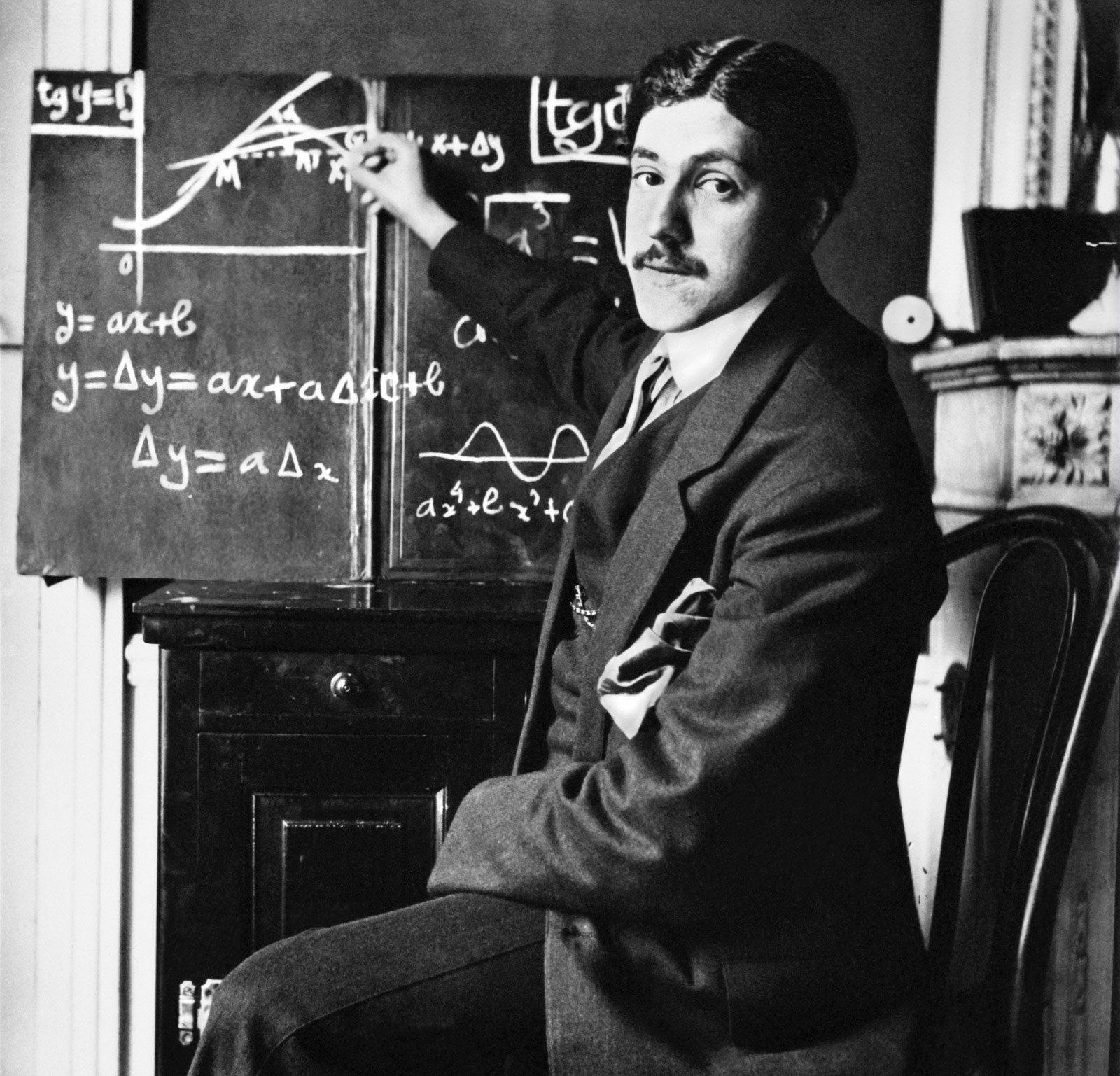
Марсель Блох, ок. 1914 г.

К концу 1920-х годов у Марселя Блоха уже имелся некоторый опыт организации авиастроительных предприятий. Созданные им (совместно с Анри Поте) фирмы «Éclair» и «SEA» внесли свой вклад в развитие французской авиации.
Хотя оба эти предприятия закрылись почти сразу после окончания Первой мировой войны, Поте тут же начал свой собственный проект, «Aéroplanes Henry Potez». Блоку же удаётся вернуться к конструкторской деятельности лишь в 1929 году; годом позже он, опираясь на связи в верхах, получает заказ от Министерства авиации на разработку трёхмоторных почтовых самолётов, предназначенных для французских колоний.
Чтобы привлечь специалистов к работе над заказом, Блох размещает в прессе рекламные объявления, на которые откликаются его будущие соратники Бенно-Клод Вальер и Анри Деплан. Впоследствии к ним присоединились другие инженеры, в том числе Жан Кабриер, Люсьен Серванти и брат Анри — Поль Деплан.
Прототип MB.60 строился в помещении ангара, предоставленном Луи Блерио. Ни ему, ни следующему проекту MB.70 не удалось добиться успеха, выпавшему на долю следующей модели, санитарного MB.80. Этот самолёт, разработанный по инициативе самого Блоха, был выпущен на арендованной для этой цели фабрике в Булонь-Бийанкур серией из 20 машин. Небольшой серией производился и колониальный транспортник MB.120.
В 1932 году компания переезжает в Курбевуа, следующим её достижением стала разработка бомбардировщика MB.200, который был заказан ВВС Франции в количестве 208 машин. Кроме того, лицензию на его выпуск приобрела Чехословакия, в которой он выпускался на предприятиях Aero и Avia (всего 124 экземпляра).
Ещё одна модель бомбардировщика, MB.210, появляется в 1934 году: всего произведено 298 штук, в том числе 24 для экспорта в Румынию. На волне успеха компания строит новые заводы в Шатору-Деоль, Велизи-Вилакубле и Бордо.
В 1935 году Блох и Анри Поте совместно покупают бордосскую фирму SAB (позже переименованную в SASO — Société Aéronautique du Sud-Ouest). Чтобы сохранить свою финансовую независимость, Марсель Блох основывает компанию  Société Anonyme des Avions Marcel Bloch (SAAMB) с головной конторой в Курбевуа.
Уже в 1936 году французская авиапромышленность была национализирована. Предприятия Блоха были официально конфискованы и вошли, наряду с заводами других компаний, в гособъединение SNCASO, а он сам согласился стать его управляющим. В счёт компенсации за свои фабрики, он получил 27 миллионов франков.
Самостоятельная конструкторская деятельность SAAMB была также невозможна, так как её КБ в феврале 1937 года по решению Министерства авиации было включено в то же объединение.
В связи с растущей военной угрозой со стороны Германии, французское правительство в 1937 году приняло программу модернизации ВВС. Созданные Блохом истребитель MB.150 и бомбардировщик  MB.174 массово выпускаются на заводах SNCASO до самой капитуляции Франции в 1940 году.
В 1938 году Марсель Блох попытался заняться предпринимательской деятельностью в той области авиастроения, которой не коснулась государственное регулирование. Он приобрёл участки земли в Сен-Клу  и Тьере, где начал строительство нового завода по производству авиационных двигателей и воздушных винтов. В сентябре 1939 года компания дополнительно приобрела промышленные здания в Талансе, пригороде Бордо, где основала завод Bordeaux-Aéronautique.
После поражения Франции в 1940 году Марсель Блох был подвергнут диффамации и в октябре того же года интернирован правительством Виши. Его проекты, особенно MB.175, заинтересовали Люфтваффе, но Блох отказался сотрудничать с немцами.
В период оккупации часть бывших предприятий SNCASO использовалась немецкой компанией Junkers, на заводе в Бордо-Мериньяк выпускался разведывательный самолёт Fw 189.
Многим сотрудникам компании Блоха удалось бежать из страны и добраться до Испании, Алжира, Великобритании, где некоторые из них присоединились к частям «Свободной Франции». Сам Марсель Блох в 1944 году из-за своего еврейского происхождения был отправлен в концентрационный лагерь  Бухенвальд. Он вернулся во Францию после освобождения из лагеря (11 апреля 1945 года).
Блох решился на новый старт и, вскоре после внеочередного заседания правления своей фирмы, проведенного 10 ноября 1945 года, 6 декабря реорганизовал предприятия в Сен-Клу, Булонь-Бийанкуре и Талансе в дочерние филиалы головной компании с ограниченной ответственностью Société Anonyme des Avions Marcel Bloch. В последующие годы она занималась работой по субподрядам для SNCASO, SNCASE и Latécoère.
В 1946 году Блох решил изменить свою фамилию на Дассо в честь своего брата генерала Дариуса Поля Блоха, который использовал её в качестве псевдонима во французском Сопротивлении.
20 января 1947 года его компания также была переименована и стала называться в Société des Avions Marcel Dassault, затем, после нескольких реорганизаций — Dassault Aviation, и под этим названием существует поныне.

## Продукция компании
названия гражданских моделей указаны курсивом

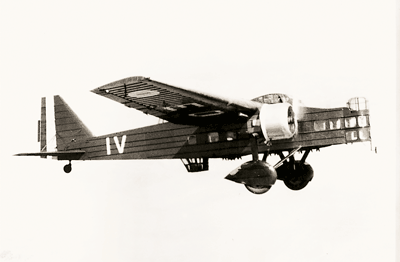
Bloch MB.200

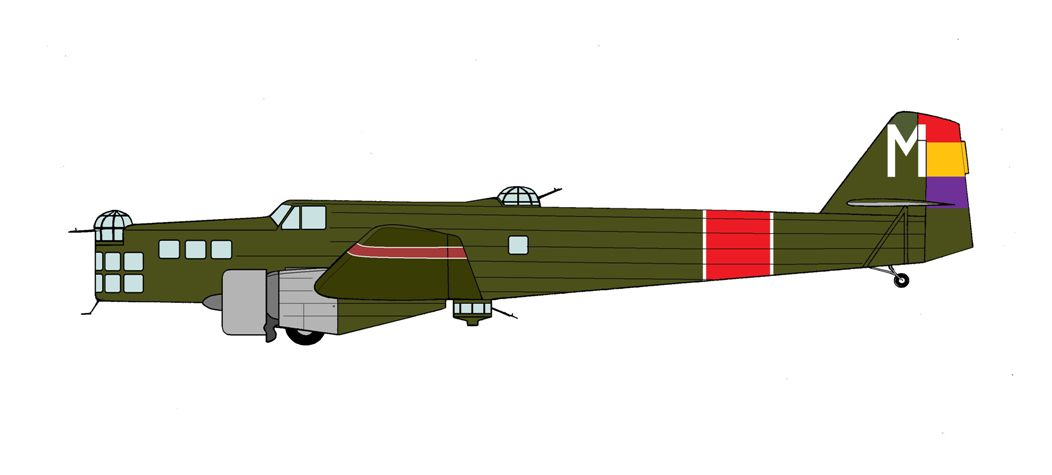
Bloch MB.210, в цветах ВВС республиканской Испании

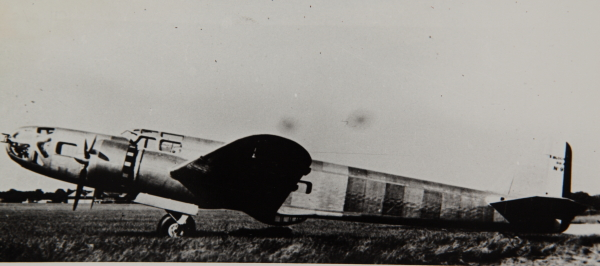
Bloch MB.131

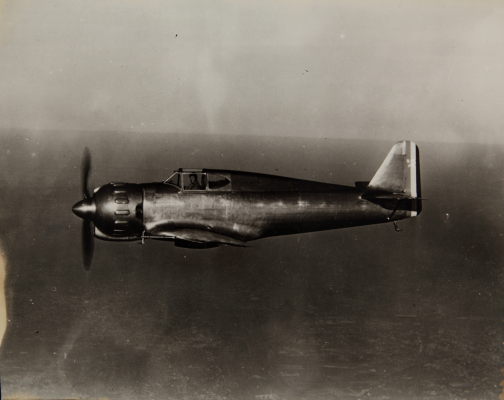
Bloch MB.151, 1939.

- MB.60/61 (1930), трёхмоторный почтовый самолёт, построено 2;
- Bloch MB.70
- MB.80/81 (1932) санитарный самолёт, 20;
- MB.90/91/92/93/100 (1932), лёгкий цельнометаллический самолёт, 3 экземпляра
- MB.120 (1932) трёхмоторный почтово-пассажирский самолёт, 11;
- MB.130 (1934) прототип разведчика-бомбардировщика, 1;
- MB.200/.../203 (1933)[5] средний бомбардировщик, 208 и 124 чехословацких;
- MB.210/211/212/218 (1934-37) средний бомбардировщик, 274;
- MB.220/221 (1935)[6] двухмоторный пассажирский самолёт, 17;
- MB.131/...136, 1935-37[7] разведчик-бомбардировщик, 143;, 143;
- MB.300 (1935) трёхмоторный авиалайнер, 1;
- MB.150/151...157 (1937) истребитель, 663;
- MB.170/171...178 (1938) лёгкий бомбардировщик, 163;
- MB.462 (c.1938)
- MB.500 (1938) прототип многоцелевого самолёта, 1;
- MB.690 (c.1938)
- MB.730 (c.1938)
- MB.480 (1939) двухмоторный поплавковый многоцелевой самолёт, 2;
- MB.160/161 (1939) четырёхмоторный авиалайнер, прототип послевоенного SE.161 Languedoc 1;
- MB.162 (1940) четырёхмоторный бомбардировщик, 1;
- MB.700 (1941) лёгкий истребитель по программе STAé-23, 1;
- MB.800 (1947) 2;
- MB 900 / SO.90
- MB 1010 проект истребителя (1939), также S.O.10, не строился;
- MB 1020 / S.O.20, проект 20-местного лайнера конструкции Андре Эрбемона, впоследствии заброшенный;
- MB 1030 / S.O.30
- MB 1040 двухместная версия MB.1010, также S.O.40, не строился;